# Герберт Бой
Герберт Бой (нім. Herbert Boy; 24 жовтня 1897, Дуйсбург, Німецька імперія — 11 травня 1973, Богота, Колумбія) — німецький льотчик-ас, лейтенант Імперської армії.

## Біографія
Учасник Першої світової війни. Спочатку літав у 30-й охоронній ескадрильї на двомісних літаках, потім перейшов на одномісні винищувачі. В грудні 1917 року перейшов у 14-ту винищувальну ескадрилью. Здобув 5 перемог. 7 жовтня 1918 року, здійснюючи політ на Fokker D.VII, був збитий, поранений і взятий у полон.